# Vodní pólo na mistrovství Evropy v plaveckých sportech 1927
Zápasy ve vodním pólu na mistrovství Evropy v plaveckých sportech za rok 1927 proběhly v Bologni, Itálie ve dnech 1. až 4. září 1927.

## Československá stopa
V nominaci bylo 11 hráčů: Antonín Novotný (*1900) z AC Sparta Praha, Slavomil Hummelhans (*1902) z APK Praha, Kurt Epstein (*1904) z ČPK Praha, Konstantin Koutek (*1909) z APK Praha, Michal Schmuck st. (*1909) z PTE Bratislava, Pavol Steiner (*1908) z PTE Bratislava, Ladislav Švehla (*???) z ČPK Praha, Josef Bušek (*1901) z ČPK Praha, Josef Tomášek (*1904) z AC Sparta Praha, František Getreuer (*1906) z ŽSK Hagibor Praha, Jiří Reitman (*1905) z ČPK Praha
Hrálo se vyřazovacím způsobem. V úvodním kole porazilo Československo domácí Itálii 3:1. V dalším kole však bylo vyřazeno Švédskem 2:5. V opravném pavouku Československo neuspělo a obsadilo konečné 7. místo.
1. kolo – osmifinále
- TCH – ITA 3:1 (1:1), Branky TCH: Jiří Reitman 2, Michal Schmuck st. 1

2. kolo – čtvrtfinále
- TCH – SWE 2:5 (1:3), Branky TCH: Jiří Reitman 1, Josef Tomášek 1

Repasáž
- TCH – GER 0:7 (???), Branky TCH: ???

## Medailisté
| Muži | Zlato | Stříbro | Bronz |
| ---- | --- | --- | --- |
| Tým  | Maďarské království (HUN) (István Barta, László Czele, Tibor Fazekas, Márton Homonnai, Alajos Keserű, Ferenc Keserű, József Vértesy, János Wenk, ???, ???) | Francie (FRA) (Henri Cuvelier, Albert Deborgies, Noël Delberghe, Paul Dujardin, Henri Padou, Achille Tribouillet, Félix Vandevenne, ???, ???) | Belgie (BEL) (J. Arschodt, René Bauwens, Fernand Bettens, Jean Brandeleer, Joseph De Combe, Henri De Pauw, Georges Fleurix, Jean Malissart, Emiel Thienpont, Léon Van Gheem, Frank Visser) |